# Gymnolaena
Gymnolaena (DC.) Rydb. è un genere di piante della famiglia delle Asteracee, che comprende 3 sole specie, endemiche del Messico.

## Tassonomia
Il genere fa parte della sottotribù Pectidinae, raggruppamento che la classificazione tradizionale colloca all'interno della tribù Heliantheae e che la moderna classificazione filogenetica attribuisce alle Tageteae.

Il genere comprende le seguenti specie:
- Gymnolaena chiapasana Strother
- Gymnolaena oaxacana (Greenm.) Rydb.
- Gymnolaena serratifolia (DC.) Rydb.